# Lusitanichthys
Lusitanichthys è un genere estinto di pesci ossei, appartenente ai teleostei. Visse nel Cretaceo superiore (Cenomaniano, circa 97 - 95 milioni di anni fa) e i suoi resti fossili sono stati ritrovati in Europa e in Africa.

## Descrizione
Questo piccolo pesce era lungo solitamente circa 5 - 6 centimetri e possedeva un corpo molto slanciato e sottile. La testa era piuttosto corta e alta, con occhi grandi e una bocca piuttosto ampia. La pinna dorsale era stretta e alta, posizionata all'incirca a metà del corpo. Le pinne pelviche, anch'esse strette, erano di piccole dimensioni e pressoché al di sotto della pinna dorsale. La pinna anale era corta e arretrata, mentre le pinne pettorali erano lunghe e strette. La pinna caudale era biforcuta. Lusitanichthys mostra alcune modificazioni dei primi elementi vertebrali che suggeriscono la presenza di un apparato di Weber di tipo primitivo. 

## Classificazione
Lusitanichthys è un rappresentante dei clupavidi (Clupavidae), un gruppo di pesci teleostei superficialmente simili ad aringhe, ma dall'incerta collocazione sistematica; a causa della morfologia dello scheletro caudale e della presenza di un apparato di Weber, i clupavidi sono considerati rappresentanti degli Otophysi. 
Lusitanichthys venne descritto per la prima volta nel 1980, sulla base di resti fossili ritrovati in Portogallo, in terreni del Cenomaniano; la specie tipo è Lusitanichthys characiformis. Un'altra specie del Cenomaniano, L. africanus, è stata descritta nel 1999 sulla base di resti fossili provenienti dalla zona di Erfoud in Marocco.